# HD 111915
e Centauri
Ne doit pas être confondu avec E Centauri (= HD 105416), ni avec ε (Epsilon) Centauri.
Désignations
e Centauri (en abrégé e Cen), également désignée HD 111915 ou HR 4888, est une étoile géante de la constellation australe du Centaure. Elle est visible à l'œil nu avec une magnitude apparente de 4,33. L'étoile présente une parallaxe annuelle de 11,08 mas telle que mesurée par le satellite Hipparcos, ce qui permet d'en déduire qu'elle est distante d'environ ∼ 294 a.l. (∼ 90,1 pc) de la Terre.
e Centauri est une géante rouge de type spectral K3/4III. Son rayon est environ 31 fois plus grand que le rayon solaire et elle est 277 fois plus lumineuse que le Soleil. Sa température de surface est de 4 258 K.